# Liste der Botschafter der Vereinigten Staaten in Thailand

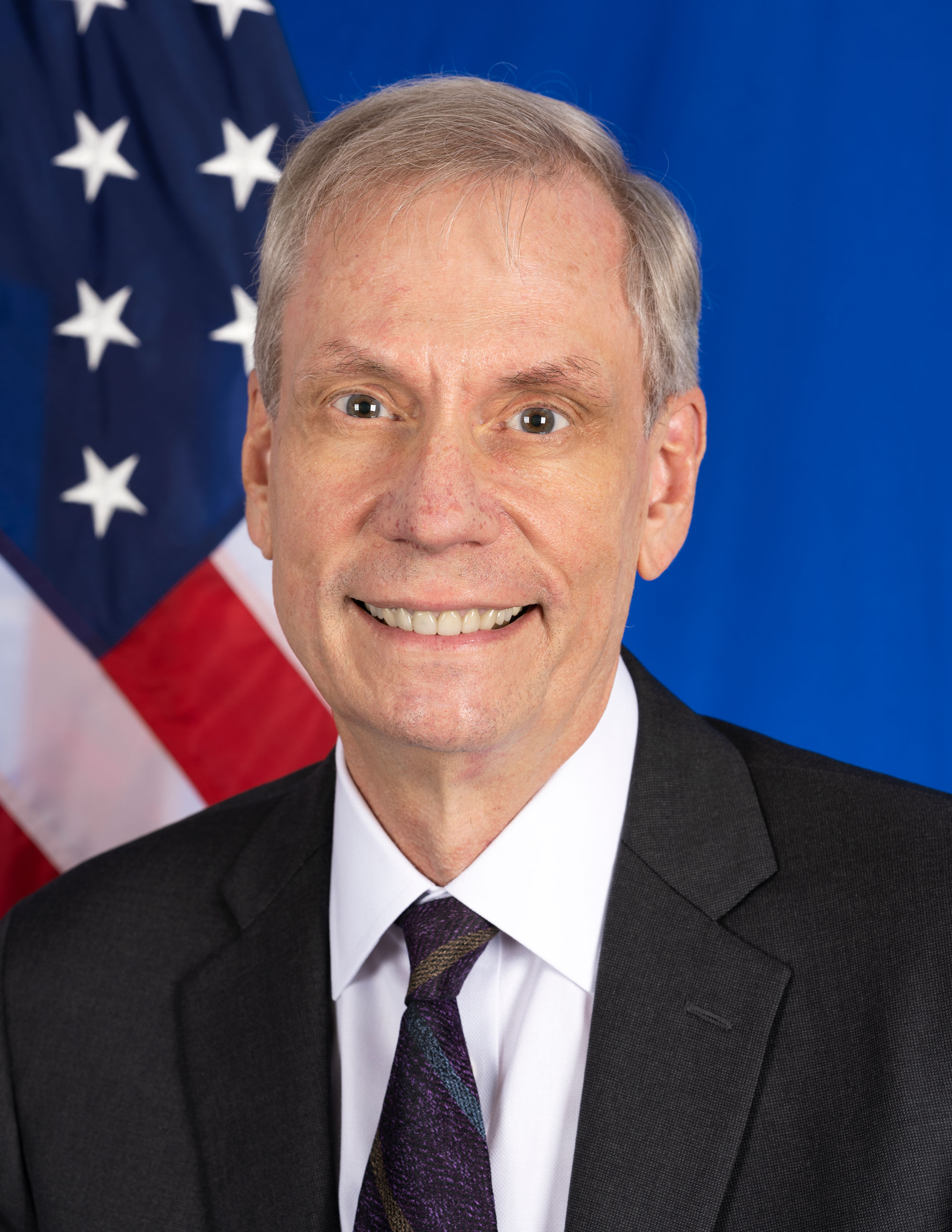
Robert F. Godec, derzeitiger Botschafter

Der Botschafter der Vereinigten Staaten von Amerika in Thailand ist der bevollmächtigte Botschafter der Vereinigten Staaten von Amerika im Königreich Thailand. Diplomatische Beziehungen waren vom 8. November 1941, dem Angriff auf Pearl Harbor, bis 1946 im Zuge des Zweiten Weltkriegs unterbrochen. Die Titel des Botschafters waren:
- 1882–1903: Minister Resident/Consul General
- 1903–1947: Envoy Extraordinary and Minister Plenipotentiary
- 1947–dato: Ambassador Extraordinary and Plenipotentiary

## Botschafter
| Amtszeit  | Name                        | Bemerkungen                                                             |
| --------- | --------------------------- | ----------------------------------------------------------------------- |
| 1882–1885 | John Acoming Halderman Jr.  |                                                                         |
| 1886–1891 | Jacob T. Child              |                                                                         |
| 1891–1892 | Sempronius Hamilton Boyd    |                                                                         |
| 1894–1898 | John Barrett                |                                                                         |
| 1898–1912 | Hamilton King               | Starb in Thailand                                                       |
| 1913      | Fred Warner Carpenter       |                                                                         |
| 1915–1916 | William Harrison Hornibrook |                                                                         |
| 1917–1918 | George Pratt Ingersoll      |                                                                         |
| 1920–1921 | George Wylie Paul Hunt      |                                                                         |
| 1922–1925 | Edward Everett Brodie       |                                                                         |
| 1926–1927 | William Worthington Russell |                                                                         |
| 1927–1930 | Harold Orville MacKenzie    |                                                                         |
| 1930–1933 | David E. Kaufman            |                                                                         |
| 1933–1936 | James Marion Baker          |                                                                         |
| 1937–1940 | Edwin Lowe Neville          |                                                                         |
| 1940–1941 | Hugh Gladney Grant          |                                                                         |
| 1941      | Willys Ruggles Peck         | Nach einer halbjährigen Gefangenschaft verlässt Peck Thailand erst 1942 |
| 1946      | Charles Woodruff Yost       | Chargé d’Affaires                                                       |
| 1946–1947 | Edwin Forward Stanton       |                                                                         |
| 1947–1953 | Edwin Forward Stanton       |                                                                         |
| 1953–1954 | William Joseph Donovan      |                                                                         |
| 1954–1955 | John Emil Peurifoy          | Starb in Hua Hin                                                        |
| 1956–1958 | Max Waldo Bishop            |                                                                         |
| 1958–1961 | Ural Alexis Johnson         |                                                                         |
| 1961–1963 | Kenneth Todd Young Jr.      |                                                                         |
| 1963–1967 | Graham Anderson Martin      |                                                                         |
| 1967–1973 | Leonard Seidman             |                                                                         |
| 1973–1975 | William Roscoe Kintner      |                                                                         |
| 1975–1978 | Charles Sheldon Whitehouse  |                                                                         |
| 1978–1981 | Morton Isaac Abramowitz     |                                                                         |
| 1981–1985 | John Gunther Dean           |                                                                         |
| 1985–1988 | William Andreas Brown       |                                                                         |
| 1988–1991 | Daniel Anthony O’Donohue    |                                                                         |
| 1991–1995 | David Floyd Lambertson      |                                                                         |
| 1996–1999 | William H. Itoh             |                                                                         |
| 1999–2001 | Richard E. Hecklinger       |                                                                         |
| 2002–2004 | Darryl Norman Johnson       |                                                                         |
| 2005–2007 | Ralph Leo Boyce             |                                                                         |
| 2008–2010 | Eric G. John                |                                                                         |
| 2011–2014 | Kristie Ann Kenney          |                                                                         |
| 2015–2018 | Glyn T. Davies              |                                                                         |
| 2020–2021 | Michael G. DeSombre         |                                                                         |
| 2021–2022 | Michael G. Heath            | Chargé d’affaires ad interim                                            |
| 2022–     | Robert F. Godec             |                                                                         |